# Sesamoides interrupta
La gualdilla o Sesamoides interrupta es una planta de la familia de las resedáceas.

## Descripción
Es un género en el que se ha producido una escasa diferenciación morfológica de los taxones, lo que ha motivado que a menudo se incluyan todos ellos en una o dos especies, a la espera de un estudio biosistemático que permita establecer el parentesco real de las distintas razas y poblaciones ibéricas. Las poblaciones pirenaicas, ligeramente diferentes de las corsas, se han denominado var. gayana (Möll.Arg.) G. López.

## Distribución y hábitat
Forma parte de pastizales sobre suelos arenosos, crestas pedregosas venteadas y roquedos, principalmente sobre esquistos o granitos, a una altitud de 1100 a 2700 metros.   Es un endemismo  del sudoeste de Europa, que en la península ibérica se sitúa únicamente en los Pirineos.

## Sinonimia
- Astrocarpa interrupta Boreau
- Astrocarpa sesamoides (L.) DC.
- Reseda canescens L.
- Reseda sesamoides L.
- Sesamoides canescens (L.) Kuntze[1]

## Nombres comunes
- Castellano: gualdilla.[2]